# 官野一彦
官野 一彦（かんの かずひこ、1981年8月1日 - ）は、日本のパラサイクリング選手。元車いすラグビー選手。千葉県袖ケ浦市出身。CENTERPOLE所属。

## 略歴
高校まで野球をやっていて高校卒業後、サーフィンを始めて22歳の時サーフィン中の事故により頸椎を損傷。2006年から車いすラグビーを始める。パラリンピックではロンドン大会・リオデジャネイロ大会で日本代表に選ばれてリオデジャネイロ大会では初のメダル獲得に貢献。
2020年、車いすラグビー選手を引退してパラサイクリング(ハンドサイクリング)に転向してTAG CYCLE株式会社を設立。